# Didier Thimothée
Didier Thimothée est un footballeur français, né le 25 juin 1970 à Paris. Il joue au poste d'avant-centre du début des années 1990 au début des années 2000.
Formé au SM Caen, il évolue ensuite au Red Star, à l'AS Saint-Étienne et au Montpellier HSC.

## Biographie
Didier Thimothée commence le football au FC Massy 91 puis au CO Savigny, club de Savigny-sur-Orge et rejoint en 1989 le centre de formation du Stade Malherbe Caen. Il intègre l'équipe réserve et joue quinze matchs pour un but inscrit lors de cette saison. Il fait ses débuts en équipe première le 2 février 1991 face à l'AS Saint-Étienne. Le match se termine sur un match nul deux buts partout et après cinq apparitions et un but marqué en deux saisons de division 1, il rejoint le Red Star en Division 2.
Il devient rapidement un des éléments clés de l'attaque du Red Star avec Steve Marlet et Samuel Michel puis Samuel Boutal et en 1995 rejoint l'AS Saint-Étienne en division 1. Il marque sept buts en 27 matchs de championnat mais victime d'une blessure en fin de saison, il assiste des tribunes à la relégation des « Verts » en Division 2. La saison suivante, il est également victime de blessures à répétition et, doit attendre la saison 1997 pour redevenir titulaire. Il marque 19 buts et termine vice-meilleur buteur de division 2.
il est alors recruté par le Montpellier HSC et inscrit neuf buts en 21 matchs en 1998-1999. Lors de sa seconde saison chez les Montpelliérains, il est de nouveau victime de nombreuses blessures et joue peu. 
Il est transféré en novembre 2000 à La Berrichonne de Châteauroux. Blessé, il doit se faire opérer puis se retrouve expulsé avec la réserve du club castelroussin et, en avril 2001, il est prêté au club suisse de l'AC Bellinzone qui dispute la poule de relégation LNA/LNB. Il marque un but sous ses nouvelles couleurs en cinq matchs,. De retour en juin à la Berrichonne, il n'est pas conservé par le club et joue alors six mois dans un club chinois. Il met alors fin à sa carrière professionnelle. En 2005, il rejoue au niveau amateur au sein de l'US Sainte-Marienne, club de La Réunion,.
Il devient ensuite gérant d'une société de moto-taxi sur Paris.

## Statistiques
Le tableau ci-dessous résume les statistiques en match officiel de Didier Thimothée durant sa carrière de joueur professionnel,.
| Saison                       | Club             | Pays   | Championnat | Championnat | Championnat | Coupes nationales | Coupes nationales |
| Saison                       | Club             | Pays   | Division    | Matchs      | Buts        | Matchs            | Buts              |
| ---------------------------- | ---------------- | ------ | ----------- | ----------- | ----------- | ----------------- | ----------------- |
| 1990 - 1991                  | SM Caen          | France | Division 1  | 1           | 0           | -                 | -                 |
| 1991 - 1992                  | SM Caen          | France | Division 1  | 4           | 1           | -                 | -                 |
| 1992 - 1993                  | Red Star         | France | Division 2  | 23          | 11          | -                 | -                 |
| 1993 - 1994                  | Red Star         | France | Division 2  | 34          | 9           | 1                 | 0                 |
| 1994 - 1995                  | Red Star         | France | Division 2  | 36          | 13          | 3                 | 1                 |
| 1995 - 1996                  | AS Saint-Étienne | France | Division 1  | 27          | 7           | 3                 | 3                 |
| 1996 - 1997                  | AS Saint-Étienne | France | Division 2  | 21          | 5           | 3                 | 0                 |
| 1997 - 1998                  | AS Saint-Étienne | France | Division 2  | 36          | 19          | 2                 | 1                 |
| 1998 - 1999                  | Montpellier HSC  | France | Division 1  | 21          | 9           | 4                 | 0                 |
| 1999 - 2000                  | Montpellier HSC  | France | Division 1  | 5           | 0           | 3                 | 0                 |
| 2000 novembre→               | Montpellier HSC  | France | Division 2  | 8           | 2           | 1                 | 0                 |
| novembre→ 2000 - 2001 avril→ | LB Châteauroux   | France | Division 2  | -           | -           | -                 | -                 |
| avril→ 2001                  | AC Bellinzone    | Suisse | Ligue A     | 5           | 1           | -                 | -                 |
| Total                        | Total            | Total  | Total       | 221         | 77          | 20                | 5                 |